# كريس إسترادا
كريس إسترادا (بالإنجليزية: Chris Estrada)‏ هو ترامبوليني ‏ أمريكي، ولد في 14 فبراير 1983.

## وصلات خارجية
- كريس إسترادا على موقع الاتحاد الدولي للجمباز (biography) (الإنجليزية)
- كريس إسترادا على موقع الاتحاد الأمريكي للجمباز (الإنجليزية)
- كريس إسترادا على موقع اللجنة الأولمبية الدولية (الإنجليزية)
- كريس إسترادا على موقع أوليمبيديا (الإنجليزية)